# Vicente Sodré
Vicente Sodré (Portugal, 1465? — Portugal, 1503) foi um navegador português,  de estatuto militar, primeiro capitão-mor do mar da Índia na época dos descobrimentos portugueses, chefe de esquadra,  serviu o império português no início do século XVI, responsável pelos primeiros contactos comerciais e diplomáticos na Índia (Cochim e outras regiões), e pela consolidação da presença portuguesa naquela região até ao golfo Pérsico, o que foi fundamental para toda a história subsequente, e a expansão até à China e Japão.
Suposto parente de Vasco da Gama foi com ele em missão especial até à Índia e noutra viagem para consolidação comercial e diplomática.
Em 2016, o International Journal of Nautical Archaeology lançou um relatório que dava conta da descoberta na ilha omanita de Halania no contexto de uma escavação dos restos de um navio que provavelmente será o navio português Esmerelda. O Esmeralda, que foi descoberto em 1998, afundou-se em 1503 quando era capitaneado por Vicente Sodré. A escavação de 2013-2015 descobriu cerca de 2800 artefactos, incluindo uma raríssima moeda de prata da Índia, cunhada para o comércio luso-indiano, uma dúzia de moedas de ouro, um sino numa liga de cobre, projéteis para canhão e parte do que se julga ser um astrolábio.